# Sebastián Taborda Ramos
Sebastián Taborda Ramos (Montevideo, 22 de maig de 1981) és un futbolista uruguaià, que ocupa la posició de davanter centre.

## Trajectòria
Comença jugant amb el Defensor Sporting Club, sent cedit en tres cops a tres països diferents. L'estiu del 2005, fitxa pel Deportivo de La Coruña per 2,9 milions d'euros. Al club gallec va ser el tercer davanter, afectat per les lesions. Al novembre de 2008 és cedit a l'Hèrcules CF, de Segona Divisió, fins al final de temporada.
L'estiu del 2009 deixa el Deportivo de La Corunya i retorna al Defensor Sporting.

## Selecció
Ha estat internacional amb la selecció de l'Uruguai en tres ocasions. També ha vestit la samarreta de la sub-20 i sub-23.